# Tintín al Congo
Tintín al Congo (en francès: Tintin au Congo) és el segon volum de Les aventures de Tintín, la sèrie de còmics del dibuixant belga Hergé. Encarregat pel diari belga Le Vingtième Siècle com a propaganda colonial i pro-clerical per al seu suplement infantil Le Petit Vingtième, va ser publicat setmanalment des del maig de 1930 fins al juny de 1931. Narra la història del jove reporter belga Tintín i el seu gos Milú, que són enviats al Congo Belga per a fer un reportatge sobre aquest país. Després de diverses peripècies a la selva africana amb nadius i animals salvatges, Tintín descobreix una operació de contraban de diamants dirigida pel gàngster nord-americà Al Capone.
Aparegut poc després de la reeixida publicació de Tintín al país dels soviets i acompanyat d'un gran desplegament publicitari, Tintín al Congo va ser un èxit comercial i va aparèixer en forma de llibre poc després de la finalització de la sèrie. Hergé va continuar les aventures de Tintín amb Tintín a Amèrica el 1932, i la sèrie es va convertir posteriorment en una part definitòria de la tradició del còmic francobelga. El 1946, Hergé va redibuixar i acolorir Tintín al Congo amb el seu distintiu estil de línia clara per a la seva republicació per l'editorial Casterman, introduint-hi encara noves modificacions en una edició de 1975. És la primera de les aventures publicades amb l'estètica habitual dels còmics de Tintín: enquadernacions en cartoné, en color i amb 62 pàgines.
A finals del segle xx, el còmic va ser objecte de diverses crítiques per la seva visió dels congolesos, titllada de racista, i criticada per la "glorificació" que fa de la caça major, motiu pel qual fou portat als tribunals a Bèlgica. Com a resultat, s'hi ha inclòs una nota aclaridora, en les edicions publicades al Regne Unit.

## Argument
El reporter belga Tintín i el seu fox terrier Milú se'n van al Congo, on una multitud de nadius els donen la benvinguda. En Tintín contracta un “boy”, en Cocó, un infant de color, perquè l'ajudi durant el viatge, i poc després ha de rescatar Milú d'un cocodril. Més endavant, Tom, un bandit aliat amb Gibbons, intenta matar en Tintín, però uns micos li llencen cocos i el deixen inconscient. Un dels micos segresta en Milú, però en Tintín el torna a salvar. L'endemà, en Tintín, en Milú i en Cocó tenen un accident de cotxe contra un tren, que el reporter arregla i remolca fins al llogaret de la tribu Babà-Alrom. Allà es troba amb el rei, a qui acompanya a caçar l'endemà. Un lleó el deixa inconscient, però en Milú el rescata mossegant-li la cua. Tintín es guanya l'admiració dels nadius, de manera que el bruixot dels Babà-Alrom, Muganga, es posa gelós i, amb l'ajut de Tom, acusa en Tintín d'haver destruït l'ídol sagrat de la tribu. Els nadius, enfurismats, empresonen l'heroi, però després es giren contra Muganga quan en Cocó els mostra imatges que Tintín havia fet del bruixot i de Tom el bandit conspirant per destruir l'ídol. Tintín es converteix en un heroi al poble, i una dona s'inclina davant seu, dient-li: "El blanc és bo! És un gran bruixot! Ha curat el meu home! El sinyó [sic] blanc és el bula-matari!"
Enfurismat, Muganga organitza una guerra entre els Babà-Alrom i els seus veïns, els No-mhasvist, el rei dels quals lidera un atac contra els Babà-Alrom. Tintín els burla i els No-mhasvist cessen les hostilitats i arriben a idolatrar Tintín. Muganga i Tom el bandit conspiren per matar Tintín intentant simular l'atac d'un lleopard, però en Tintín sobreviu i salva en Muganga d'una boa constrictor; Muganga implora pietat i firmen la pau. Tom el bandit intenta capturar Tintín altra vegada i finalment aconsegueix fer-ho, disfressant-se de missioner catòlic. Lluiten i cauen per un precipici, fins que Tintín se salva rebotant en un hipopòtam i al criminal Tom se'l mengen uns cocodrils. Després de llegir una carta de la butxaca del criminal, Tintín descobreix que algú anomenat "AC" ha ordenat matar-lo. Tintín captura un bandit quan intenta reunir-se amb el mort i s'assabenta que "AC" és el gàngster Al Capone, que està tractant de prendre el control de la producció de diamants a l'Àfrica. Tintín i la policia colonial arresten la resta de la banda de contraban de diamants i Tintín i Milú tornen a Bèlgica.

## Història

### Antecedents
Georges Remi, més conegut pel seu pseudònim d'Hergé, va ser contractat com a editor i il·lustrador de Le Petit Vingtième, el suplement infantil del diari catòlic i conservador Le Vingtième Siècle (El Segle XX), a Brussel·les. Dirigit per l'abat Norbert Wallez, la publicació es descrivia a si mateixa com un "Diari de Doctrina Catòlica i de la Informació" i difonia una visió que avui es qualificaria d'extrema dreta. Segons el tintinòleg Harry Thompson, aquestes idees polítiques eren comunes a la Bèlgica d'aquells temps, i el medi d'Hergé estava impregnat d'una sèrie d'idees conservadores ingènues sobre "el patriotisme, el catolicisme, l'estricta moralitat i la disciplina".
"Pel que fa al Congo, com a Tintín al país dels soviets, el fet era que m'alimentava dels prejudicis de la societat burgesa en què em movia ... Era el 1930. Només sabia coses sobre aquests països pel que la gent en deia en aquella època: "els africans eren com nens petits ... gràcies a Déu que érem allà" i aquest tipus de coses. Vaig retratar els africans d'acord amb aquests criteris, tot seguint l'esperit purament paternalista que existia en aquella època a Bèlgica ". 
El 1929, Hergé va començar a dibuixar les aventures de Tintín pel Le Petit Vingtième, sobre les gestes d'un periodista belga de ficció anomenat Tintín. Després de l'èxit de Tintín al país dels soviets, serialitzada setmanalment a Le Petit Vingtième des del gener de 1929 al maig de 1930, Hergé va voler enviar en Tintín als Estats Units. No obstant això, Wallez va insistir perquè escrigués una història ambientada al Congo, actual República Democràtica del Congo, aleshores una colònia belga. Els nens belgues estudiaven el Congo a l'escola i Wallez esperava fomentar l'afany colonial i missioner en els seus joves lectors. L'abat creia que l'administració colonial belga necessitava promoció en un moment en què "encara estava fresc" el record de la visita dels reis de Bèlgica Albert I i Elisabet a la colònia, el 1928. També va expressar la seva esperança en què alguns dels seus lectors se sentissin inspirats a treballar al Congo.
Hergé es mostrà sarcàstic sobre les instruccions de Wallez, que es referia al Congo de forma paternalista com "la nostra vella colònia que ens necessita". Ja tenia certa experiència a il·lustrar escenes de congolesos, ja que tres anys abans havia creat dues il·lustracions per al diari que van aparèixer en un article sobre la celebració del cinquantè aniversari de l'expedició de Henry Morton Stanley al Congo. En un d'ells, Hergé il·lustra un congolès inclinant-se davant un europeu, una escena que es repeteix a Tintín al Congo.
Igual que en el país dels Soviets, on Hergé havia basat la seva informació sobre la Unió Soviètica gairebé íntegrament en una sola font, a Tintín al Congo utilitza material d'origen molt limitat per documentar-se sobre el país i la seva gent. L'autor va basar la història principalment en literatura escrita pels missioners, amb l'únic element afegit dels contrabandistes de diamants, inspirada en literatura d'aventures a l'estil de Jungle Jim. Hergé va visitar el Museu Reial de l'Àfrica Central a Tervuren, per examinar les seves col·leccions etnogràfiques d'artefactes congolesos, inclosos els vestits dels homes lleopard. També va replicar escenes de caça de la novel·la d'André Maurois El silenci del Coronel Bramble, mentre que els seus dibuixos d'animals van ser inspirats per les peces de Benjamin Rabier. També va escoltar històries de la colònia d'alguns dels seus col·legues que hi havien estat, però no li feien el pes, com més tard recordà: "No m'agradaven els colonials, que tornaven fent ostentació de les seves gestes, però malgrat això no vaig poder evitar veure els negres com a nens."

### Publicació original (1930-31)

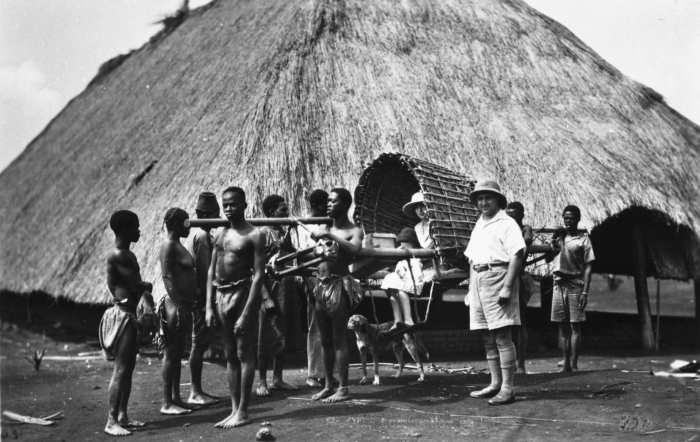
Fotos d'africans al Congo Belga, en una postal de la dècada de 1930, fent de servents d'una parella d'europeus

Tintín al Congo va ser publicat sota el títol francès de Tintin au Congo a Le Petit Vingtième entre el 5 de maig de 1930 i l'11 de juny de 1931, amb redifusió al diari catòlic francès Coeurs Vaillants. Dibuixat en blanc i negre, seguint la mateixa fórmula emprada al País dels soviets, que el deixava "essencialment sense argument", segons el tintinòleg Michael Farr, amb una sèrie d'esdeveniments poc relacionats que Hergé improvisava cada setmana. Hergé admetia que la feina pecava d'una certa urgència, dient: "Le Petit Vingtième sortia dimecres a la nit, i sovint aquell mateix dia no tenia ni idea de com aconseguiria fer sortir en Tintín de la difícil situació en la qual l'havia ficat la setmana anterior". L'estil visual de les vinyetes era similar al del País dels Soviets. En el primer lliurament de Tintín al Congo, Hergé va presentar Quick i Flupke, dos joves de Brussel·les que ja havia introduït en una altra tira còmica de Le Petit Vingtième, entre la multitud de gent que acomiadava Tintín a l'estació.
Igual que Tintín al país dels soviets, Tintín al Congo va ser molt popular a la Bèlgica d'aquell temps. A la tarda del 9 de juliol de 1931, Wallez va repetir el truc publicitari que havia fet servir amb l'anterior còmic fent aparèixer a Brussel·les, i posteriorment a Lieja, un jove actor, Henry de Doncker, vestit com Tintín amb roba colonial, i acompanyat per 10 portadors africans i una gran varietat d'animals exòtics llogats en un zoo. Co-organitzat amb els grans magatzems Bon Marché, l'esdeveniment va atreure 5.000 espectadors a Brussel·les. El 1931, l'editorial de le Petit Vingtième recollí la història en un sol volum i Casterman en va publicar una segona edició el 1937. El 1944 el llibre ja s'havia reeditat set vegades, i havia venut més que els altres set llibres de la sèrie. L'èxit de la sèrie va portar Wallez a renegociar el contracte d'Hergé, donant-li un augment de sou i el dret a treballar des de casa.

### Segona versió de 1946
En la dècada de 1940, després que la popularitat d'Hergé augmentés, va tornar a dibuixar moltes de les històries de Tintín en color utilitzant la ligne claire (línia clara), estil que havia desenvolupat recentment, a fi d'igualar-les amb les noves aventures de Tintín que havia produït fins aleshores. Tintín al Congo va ser redibuixat, i la nova versió es va publicar el 1946. Com a part d'aquesta modificació, Hergé va retallar el nombre de pàgines de 110 a 62, segons l'estàndard suggerit per l'editorial Casterman. També va fer diversos canvis en la història, eliminant moltes de les referències a Bèlgica i al domini colonial. Per exemple, en una escena Tintín ensenya geografia als escolars congolesos i diu "Estimats amics, avui els parlaré sobre el seu país: Bèlgica" mentre que en la versió 1946, en lloc d'això, els dona una lliçó de matemàtiques. Hergé també va canviar la forma de Jimmy MacDuff, l'amo del lleopard que ataca Tintín, que originalment era un negre del Gran Circ Americà i en la reedició era un blanc "proveïdor dels majors zoològics d'Europa."
En la versió en color de 1946, Hergé va afegir-hi un cameo de Dupond i Dupont, els dos detectius que ja havia introduït en el quart volum de Tintín, Els cigars del faraó (1932-1934), que va ser creat cronològicament després de l'aventura congolesa. Afegint-los a la primera pàgina, Hergé els dibuixa mirant una multitud que envolta Tintín mentre puja al tren i comentant que "sembla un jove reporter que se'n va a l'Àfrica ..." En la mateixa vinyeta, Hergé insereix representacions de si mateix i del seu amic Edgar P. Jacobs (que acolorí el llibre) entre aquesta multitud.

### Edicions posteriors i alteracions
Quan Tintín al Congo va ser editat per primera vegada per editors escandinaus el 1975, aquests es van oposar a la pàgina 56, on Tintín fa un forat en un rinoceront viu, l'omple de dinamita, i el fa explotar. Van demanar a Hergé que modifiqués aquesta pàgina per un escenari menys violent, que, a parer seu, seria més adequat per als nens. Hergé hi va estar d'acord, atès que ell mateix es va penedir de les escenes de caça major poc després de l'edició de l'obra. La pàgina va ser alterada per mostrar el rinoceront fugint il·lès després que accidentalment dispara la pistola de Tintín.
Malgrat que els editors d'arreu del món l'havien posat a disposició del gran públic durat molts anys, els editors britànics sempre es van negar a publicar Tintín al Congo a causa del seu contingut racista. A finals de 1980, Nick Rodwell, llavors agent de Studios Hergé al Regne Unit, va comunicar a la premsa la seva intenció de publicar finalment el còmic en anglès i va manifestar la seva convicció que la publicació de l'edició original de 1931 en blanc i negre causaria menys controvèrsia que la reedició de 1946 en color. Després d'una sèrie de retards, el 1991, seixanta anys després de la seva publicació original de 1931, va ser la darrera de les aventures de Tintín a sortir publicada en anglès. La versió en color de 1946 va aparèixer en anglès el 2005, publicada per Egmont Publishing.

### Edicions per idioma
El còmic ha estat publicat arreu del món en diferents idiomes.
| - Alemany - Tim im Kongo - Anglès - Tintin in the Congo - Basc - Tintin Kongon - Bengalí - Congoye Tintin - Català - Tintin al Congo - Danès - Tintin i Congo - Eslovè - Tintin v Kongu - Espanyol - Tintin en el Congo - Farsi - Sfar bi afriqa / Tantan dar Congo | - Finès - Tintti Afrikassa - Francès - Tintin au Congo - Gallec - Tintin no Congo - Grec - O Tentén sto Konko - Hebreu - Tintin Be' Congo - Holandès- Kuife in Afrika - Islandès - Tinni i Kongo - Italià - Tintin in Congo | - Indonesi - Tintin Di Kongo [B/W, Indira edition] / Tintin Di Congo [colour, Gramedia edition, 2008.] - Japonès - タンタンのコンゴ探険 Tintin no Kongo boken - Noruec - Tintin i Kongo - Polonès - Tintin w Kongo - Portuguès - Tintim na Congo - Suec - Tintin i Kongo - Turc - Tenten Kongo'da - Xinès (RP Xina: 丁丁在刚果 (Dingding zai gangguo) / Hong Kong i Taiwan: 丁丁在剛果 (Dingding zai gangguo) |

## Anàlisi
El biògraf d'Hergé Pierre Assouline creu que la tècnica de dibuix d'Hergé es va anar fent més segura al llarg de la primera versió de la història, sense perdre la seva espontaneïtat. Pensa que la història comença d'una "forma molt inofensiva", i que al llarg de la trama Tintín comença a ser retratat com un boy scout, cosa que, segons argumenta, reflecteix el "deute moral" d'Hergé amb Wallez. El biògraf d'Hergé, Benoît Peeters opina que Tintín al Congo no és "gens espectacular", i que té alguns monòlegs "increïblement incòmodes", però pensa que les il·lustracions són "una mica més polides" que les de El país dels soviets. Des de la creença que la trama és "molt simple", compara el personatge de Tintín amb un nen manipulant un món poblat per animals de joguina i figuretes de plom. Michael Farr considera que, a diferència de l'anterior aventura de Tintín, apareix un cert argument al final de la història amb la introducció de la trama americana de contraban de diamants. Philippe Goddin pensa que el còmic és "més emocionant" que el país dels Soviets i sosté que la representació dels congolesos natius d'Hergé no és una burla, sinó una paròdia dels exèrcits europeus del passat. Per contra, el tintinòleg Harry Thompson creu que el Congo és gairebé una regressió respecte als soviets, en la seva opinió, no hi ha cap trama o caracterització, i el descriu com "probablement el més infantil de tots els còmics de Tintín". Simon Kuper del Financial Times critica tant El país dels soviets com El Congo com "les pitjors" de les aventures de Tintín, opinant que estan "mal dibuixades" i que "bàsicament no tenen guió".
Farr veu la versió de 1946 en color més pobra que l'original en blanc i negre, assegura que ha perdut la "vitalitat" i "atmosfera" de l'original i que la nova representació del paisatge congolès és poc convincent i més semblant a un zoològic europeu que a una representació fidel de la realitat. Peeters mostra una actitud més positiva cap a la versió de 1946, de la qual comenta que conté "millores estètiques" i "claredat en la composició" a causa de la millora de l'habilitat d'Hergé en el dibuix lineal, així com una millora en els diàlegs, que s'havien convertit en "més animats i fluids".
En el seu estudi psicoanalític de la sèrie, el tintinòleg Jean-Marie Apostolides destaca que, en l'aventura congolesa, Tintín representa el progrés i l'Estat belga és un model que els nadius imiten. D'aquesta manera, segons ell, podrien ser més europeus i, per tant, civilitzats des de la perspectiva de la societat belga, però que en lloc d'això acaben apareixent com a paròdies. Opina que Tintín va imposant la seva pròpia visió d'Àfrica als congolesos i comenta que Tintín apareix fins i tot com una figura divina, amb al·lusions evangèliques en l'escena final. El crític literari Tom McCarthy coincideix en afirmar que Tintín representa l'Estat belga, però també suggereix que actua com un missioner cristià, fins i tot esdevenint "una mena de déu" similar al personatge de Kurtz a El cor de les tenebres de Joseph Conrad (1899). McCarthy compara l'escena en la qual Tintín exposa Muganga com un frau a aquella en què el personatge de Prospero fa el mateix amb el mag a La Tempesta de William Shakespeare.

## Crítica

### Racisme

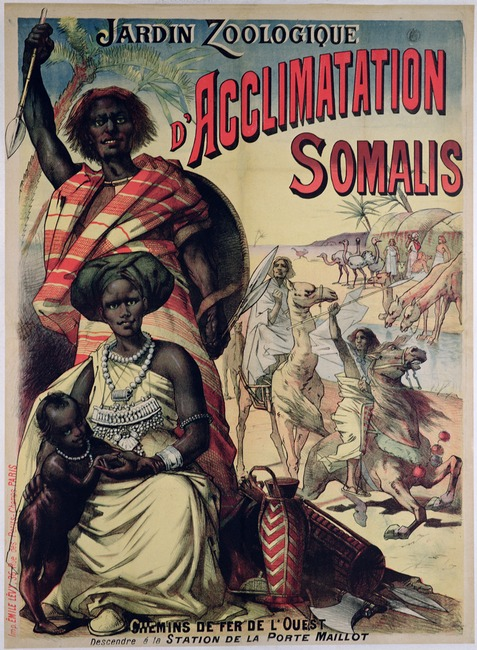
Anunci d'un "Parc Zoològic Humà" amb somalis a París, ver el 1890.

A finals del segle XX i principis del XXI, diversos activistes i escriptors qualificaren Tintín al Congo de racista per la seva caracterització dels congolesos com a nens i estúpids. Segons Tom McCarthy, Hergé il·lustra els congolesos com "gent de bon cor, però també ingenus i mandrosos, i necessitats del domini europeu." En el moment de la publicació no va existir una controvèrsia similar i és possiblement durant els anys 1950 i 1960, en el procés de descolonització quan l'opinió pública europea envers els indígenes africans va canviar significativament. El tintinòleg Harry Thompson argumenta que cal veure Tintín al Congo en el context de la societat europea dels anys 1930 i 1940, i que Hergé no havia escrit un llibre "deliberadament racista", sinó que sosté que reflecteix l'opinió del belga mitjà respecte als congolesos, que en aquell moment era més "paternalista" que malèvola. El tintinòleg Jean-Marie Apostolides recolza aquesta idea, així com el biògraf d'Hergé, Benoît Peeters, que afirma d'ell que, "no era més racista que el seu veí". Després de conèixer a Hergé el 1980, Farr, va comentar: "No podria haver conegut ningú amb una ment més oberta i menys racista."
Per altra banda, el biògraf Pierre Assouline declara que a la Bèlgica dels anys 30, Hergé hauria tingut accés a les obres d'André Gide i Albert Londres, crítiques amb el règim colonial. Assouline afirma que Hergé va optar deliberadament per no llegir aquests relats, ja que entraven en conflicte amb les opinions del seu entorn conservador. Laurence Grove, President de Societat Internacional Bande Dessinée i un acadèmic de la Universitat de Glasgow hi està d'acord, assenyalant que Hergé es va adherir a les tendències socials vigents en el seu entorn de treball, i que "quan estava de moda ser un racista i colonialista, això és el que era". L'historiador del còmic Mark McKinney assenyala que altres artistes de còmic franco-belgues de la mateixa època havien escollit representar els nadius africans d'una manera més favorable, citant els exemples del treball de Jijé de 1939 Blondin et Cirage, en el qual els protagonistes uns germans adoptius, un de blanc i l'altre negre, i de "Tif et Tondu", que va ser serialitzada a la revista Spirou entre 1939 i 1940 i en la qual els congolesos ajuden els belgues contra els seus antagonistes nord-americans.
Farr i McCarthy afirmen que Tintín al Congo va ser l'aventura de Tintín més popular a l'Àfrica francòfona. Segons Thompson, el llibre segueix sent molt popular al Congo, fins i tot després que el país assolís la independència el 1960. No obstant això, diverses autoritats del govern de la República Democràtica del Congo han criticat el llibre. El 2004, després que el ministre d'Afers Estrangers belga Karel De Gucht va descriure el govern provisional de la RDC del president Joseph Kabila com a "incompetent", el ministre d'Informació congolès, Henri Mova Sakanyi el va acusar de sentir "el racisme i la nostàlgia pel colonialisme", assenyalant que era "com Tintín al Congo altre cop". De Gucht es va negar a rectificar les seves declaracions quan li ho van demanar.
El juliol de 2007, l'advocat britànic de drets humans David Enright es va queixar davant la Comissió per a la Igualtat Racial (CRE) del Regne Unit, que es va trobar el llibre a la secció de llibres infantils de la botiga Borders en anar de compres amb la seva dona i els seus dos fills. La CRE va demanar a les llibreries d'eliminar el còmic, assenyalant que contenia "prejudicis racials horribles" representant els congolesos de manera que "semblen micos i parlen com imbècils". Responent que "en virtut del seu compromís amb els seus clients els deixava prendre la decisió a ells mateixos", Borders van moure el llibre a una àrea reservada per a les novel·les gràfiques per a adults. Un altre minorista britànic, WH Smith, va afirmar que el llibre es venia a la seva pàgina web, però amb una etiqueta de no recomanat per als lectors menors de 16 anys. L'intent de la CRE de prohibir el llibre va ser criticat pel Partit Conservador. Ann Widdecombre va comentar que l'organització tenia coses més importants a fer que "regular la disponibilitat de llibres històrics per a nens." La controvèrsia en els mitjans de comunicació va augmentar l'interès en el llibre, i Borders va informar que les seves vendes de Tintín al Congo s'havien multiplicat per 40, mentre que també va pujar al vuitè lloc en la llista de llibres més venuts a Amazon.com. El novembre de 2011, la llibreria Waterstone del Regne Unit retirà el llibre de la seva secció infantil perquè no "caigués en les mans equivocades". L'editorial Egmont del Regne Unit també ha respost a les preocupacions de racisme mitjançant la col·locació d'una banda de protecció al voltant del llibre amb una advertència sobre el seu contingut i escrivint una introducció que descriu el context històric de la seva publicació. Tintín al Congo també va ser objecte de crítiques als Estats Units, l'octubre de 2007, en resposta a la queixa d'un client, la Biblioteca Pública de Brooklyn a Nova York va col·locar el còmic en una cambra especial tancada amb clau, on només es permet l'accés als clients amb cita prèvia.
L'agost de 2007, un estudiant congolès Bienvenu Mbutu Mondondo va presentar una denúncia a Brussel·les, al·legant que el llibre era un insult per al poble congolès i en va demanar la prohibició. La fiscalia va investigar i iniciar una causa penal. L'assumpte va ser finalment traslladat a un tribunal civil l'abril de 2010. Els advocats de Mondondo argumentaren que Tintín al Congo és "una justificació de la colonització i de la supremacia blanca" i Mondondo qualificà l'obra de "racista i xenòfoba". Alain Berenboom, advocat de Moulinsart, l'empresa que controla l'herència d'Hergé, i de Casterman, l'editorial de l'obra, argumentà que la representació del dibuixant dels congolesos "no era racista, sinó una mica paternalista". Va dir que la prohibició crearia un precedent perillós per a la disponibilitat de les obres d'altres autors històrics, com Charles Dickens o Jules Verne, que contenen estereotips similars d'ètnies no blanques. El tribunal va dictaminar el febrer de 2012 que el llibre no seria prohibit, argumentant que era "evident que ni la història ni el fet que s'hagués posat a la venda tenia l'objectiu de ... crear un entorn intimidatori, hostil, degradant o humiliant", i que per tant no anava en contra de la llei belga. El Centre belga per a la Igualtat d'Oportunitats va advertir sobre la "sobrereacció i la hipercorrecció política".
L'escriptor de còmics sud-africà Anton Kannemeyer ha parodiat la naturalesa racista del llibre per destacar el que percep com els tints racistes permanents de la societat sud-africana. En el seu Pappa in Afrika (2010), una sàtira de Tintín al Congo, retrata Tintín com un afrikaaner amb opinions racistes dels indígenes africans.

### Caça major i crueltat animal
Tintín al Congo mostra també Tintín prenent part en el que Michael Farr descriu com "una massacre a l'engròs i gratuïta" dels animals. En el transcurs de l'aventura, Tintín dispara diversos antílops, mata un mico per fer servir la seva pell, bloqueja un rifle verticalment en la boca oberta d'un cocodril, mata un elefant per obtenir-ne ivori, llença pedres a un búfal, i (en les primeres edicions) fa un forat en un rinoceront per ficar-hi un cartutx de dinamita, fent-lo explotar des de dins. Aquestes escenes reflecteixen la popularitat de la caça major entre els blancs i els visitants benestants de l'Àfrica subsahariana durant la dècada de 1930. Hergé, més tard, se sentí culpable per la seva representació d'animals a Tintín al Congo i es va convertir en un detractor dels esports de sang, quan va escriure Els cigars del faraó (1934), on Tintín fa amistat amb un ramat d'elefants que viuen a la selva de l'Índia.
El tintinòleg Philippe Goddin afirma que l'escena en la qual Tintín dispara a una bandada d'antílops era "suficient per a alterar fins i tot el lector menys ecologista" al segle XXI. Quan l'editorial India Book House va publicar el llibre per primer cop a l'Índia el 2006, la comissió de Persones pel Tracte Ètic dels Animals va emetre una crítica pública, i l'alt funcionari Anuradha Sawhney assenyalà que el llibre és "ple d'exemples que envien als joves el missatge que és acceptable ser cruel amb els animals".